# ランバートン (ノースカロライナ州)
ランバートン（英: Lumberton）は、アメリカ合衆国ノースカロライナ州の都市。ロブソン郡の郡庁所在地である。人口は1万9025人（2020年）。州南部のインナーバンクス地域に位置し、ランバー川沿いにある。1787年にアメリカ独立戦争では士官だったジョン・ウィリスによって設立された。当初は海軍が建設した丸太（Lumber）の積出港であり、川下にあるサウスカロライナ州のジョージタウンに送られ加工された。町として本格的に発展したのは第二次世界大戦後だった。

## 歴史
ランバートン市は1787年にノースカロライナ州議会の法によって創設され、ロブソン郡の郡庁所在地に指定された。ランバートンは1859年に法人化された。
ロブソン郡はノースカロライナ州南東部の海岸平原部にある。郡は1786年に、ジョン・ウィリス将軍とトマス・ロブソン大佐という2人のアメリカ独立戦争の英雄であり、地域住民だった者によって、ブレイデン郡より分かれて創設された。郡名はロブソン大佐から採られ、郡庁所在地の土地はウィリス将軍が寄付し、ランバートンの名前はウィリスが付けた。
18世紀後半から19世紀初期、バージニア州から白人や多くの自由黒人の家族が移って来るフロンティアとなっていた。自由黒人の多くは白人男性とアフリカ人女性の子孫であり、労働者階級が互いに近く住み働いた植民地時代には、奴隷、自由人、あるいは奉公人だった。ラムビー族インディアンの人口比率が高く、ノースカロライナ州政府からインディアン部族として認定されたがアメリカ合衆国政府すなわちインディアン担当局からは認知されていない。
映画監督デヴィッド・リンチの1986年の映画『ブルーベルベット』はランバートンが舞台だが、約70マイル南東にあるウィルミントンで撮影された。撮影中に幾つか問題が起きたので、リンチは幾らかをランバートンで撮影し、その後にその名前を使うことを認めた。
ランバートン市内のアメリカ合衆国国家歴史登録財としては、ベイカー・サナトリウム、ルーサー・ヘンリー・コールドウェル邸、カロライナ劇場、ハンフリー・ウィリアムズ・プランテーション、ランバートン商業歴史地区、プランターズ・ビルディング、ロブソン郡農業ビル、アルフレッド・ローランド邸、アメリカ合衆国ランバートン郵便局がある。

## 地理
ランバートン市は北緯34度37分38秒 西経79度00分43秒 / 北緯34.627239度 西経79.011947度に位置している。
アメリカ合衆国国勢調査局に拠れば、市域全面積は15.8平方マイル (40.9 km2)であり、このうち陸地15.7平方マイル (40.7 km2)、水域は0.1平方マイル (0.2 km2)で水域率は0.44%である
ランバートンは州内海岸平原部のランバー川沿いにある。ランバー川州立公園は延長115マイル (184 km) の自然と景観のよい水路であり、市内を流れている。この川は国定野生景観河川に指定され、ノースカロライナ州自然景観河川体系に入っている。カヌーとボート、釣り、猟、ピクニック、キャンプ、自然学習、水泳、自転車、ジョギングを楽しめ、工作や化石など採集も行われている。

## 人口動態

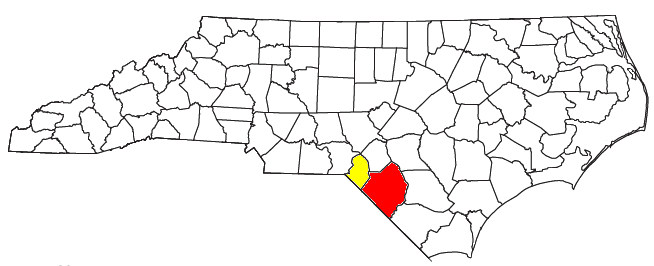
ランバートン・ローリンバーグ都市圏:
ランバートン都市圏
ローリンバーグ都市圏

ランバートンはランバートン・ローリンバーグ都市圏の主要都市である。これにはロブソン郡とスコットランド郡が含まれる。。2000年時点で合計都市圏人口は 159,337 人だった。
以下は2000年の国勢調査による人口統計データである。
| 基礎データ - 人口: 20,795 人 - 世帯数: 7,827 世帯 - 家族数: 5,165 家族 - 人口密度: 510.8人/km2（1,322.4 人/mi2） - 住居数: 8,800 軒 - 住居密度: 216.1軒/km2（559.6 軒/mi2） 人種別人口構成 - 白人: 48.54% - アフリカン・アメリカン: 35.44% - ネイティブ・アメリカン: 12.79% - アジア人: 0.91% - 太平洋諸島系: 0.03% - その他の人種: 1.18% - 混血: 1.11% - ヒスパニック・ラテン系: 3.30% | 年齢別人口構成 - 18歳未満: 26.3% - 18-24歳: 9.3% - 25-44歳: 28.2% - 45-64歳: 21.3% - 65歳以上: 14.8% - 年齢の中央値: 35歳 - 性比（女性100人あたり男性の人口） - 総人口: 89.1 - 18歳以上: 85.8 世帯と家族（対世帯数） - 18歳未満の子供がいる: 32.2% - 結婚・同居している夫婦: 38.8% - 未婚・離婚・死別女性が世帯主: 23.0% - 非家族世帯: 34.0% - 単身世帯: 29.9% - 65歳以上の老人1人暮らし: 12.6% - 平均構成人数 - 世帯: 2.44人 - 家族: 3.01人 | 収入と家計 - 収入の中央値 - 世帯: 26,782米ドル - 家族: 33,839米ドル - 性別 - 男性: 28,903米ドル - 女性: 24,503米ドル - 人口1人あたり収入: 15,504米ドル - 貧困線以下 - 対人口: 25.9% - 対家族数: 23.9% - 18歳未満: 38.4% - 65歳以上: 23.7% |

## 著名な出身者
- カルメン・ハート（1984年 - ）、ポルノ映画女優、ダンサー。ランバートン生まれ
- ショーン・ロックリア（1981年 - ）、NFLアメリカンフットボール選手、アトランタ・ファルコンズ他
- ジーン・ロックレア（1949年 - ）、メジャーリーグベースボール選手、サンディエゴ・パドレス、日本ハムファイターズ他。ランバートン生まれ